# Georg Liebsch
Georg Liebsch (Düsseldorf, 5 aprile 1911 – Düsseldorf, 10 novembre 1998) è stato un sollevatore tedesco campione mondiale che gareggiò nella categoria dei pesi piuma (fino a 60 kg.).

## Biografia
Cominciò a sollevare pesi a 17 anni nella sua città natale, dimostrando presto di avere buone qualità per questa disciplina sportiva.
Dopo aver ottenuto buoni risultati nelle competizioni nazionali, vinse la medaglia d'argento ai Campionati europei di Parigi 1935 con 295 kg. nel totale di tre prove.
L'anno seguente partecipò alle Olimpiadi di Berlino 1936, dove si piazzò al 5º posto finale con 290 kg. nel totale.
Nel 1937 vinse la medaglia d'oro ai Campionati mondiali di Parigi con 297,5 kg. nel totale, bissando il titolo l'anno successivo ai Campionati mondiali di Vienna con 305 kg. nel totale.
Nel 1940 venne arruolato durante la seconda guerra mondiale, venendo fatto prigioniero e riuscendo a tornare a Düsseldorf nel 1949.
Durante la sua carriera di sollevatore stabilì due record mondiali nella prova di distensione lenta.